# محمد حسين الأصفهاني
محمّد حسين بن محمّد حسن الغَرَوي الأصفهاني المشهور أيضًا بـالكُمباني ومُعين التّجار (26 ديسمبر 1878 - 13 ديسمبر 1942) (2 محرم 1297 - 5 ذو الحجة 1361) فقيه شيعي وشاعر إيراني - عراقي. ولد في الكاظمية. عرّف بفقيه الفلاسفة. له الاجتهاد والتقليد والأصول على النهج الحديث والوسيلة ونهاية الدراية وديوان شعر بالفارسية والعربية.

## سيرته
ولد محمد حسين بن محمد حسن بن علي أكبر الغروي الأصفهاني في 26 ديسمبر 1878/ 2 محرم 1297 بمدينة الكاظمية أو يقال النجف. وتتلمذ على محمد كاظم الخراساني ومحمد باقر الاصطهباناتي والميرزا جواد آقا الملكي التبريزي وحسن التويسركاني ومحمد الفشاركي ورضا الهمداني النجفي.

من تلامذته محمد هادي الميلاني، أبو القاسم الخوئي، محمد تقي بهجت الفومني، محمد حسين الطباطبائي، محمد علي الأراكي، عبد الأعلى السبزواري، أبو الفضل النجفي الخونساري، مرتضى الموسوي الخلخالي، محمود الموسوي الزنجاني، علي محمد البروجردي، محمد الحسيني الهمداني، محمد علي الأوردبادي، صدر الدين الجزائري، محمد حسن القوجاني، الأخوان محمد رضا المظفر ومحمد حسين، هادي الخسروشاهي، عبد الحسين الأميني، عبد المهدي مطر، عباس القوجاني، سلمان الخاقاني، محمد طاهر آل راضي، مسلم الحلي، حسن الحسيني اللواساني، مرتضى الحسيني الفيروزآبادي، محمد طه الكرمي.

توفي في الخامس من ذي الحجّة 1361ه / 13 ديسمبر 1942 في النجف، ودُفن في العتبة العلوية.

## شعره
نظم في معظم أغراض الشعر بالعربية والفارسية، غلب على نتاجه المديح لأهل البيت، برع في فن الرجز. وله قصائده نشرت في كتاب: شعراء الغري .كتاب الأنوار القدسية يحتوي على أربع وعشرين قصيدة باللغة العربية، حول حياة نبي محمد، طبع في النجف 1367هـ/ 1947م. وله مجموعة أراجيز في الصوم - الاعتكاف - صلاة الجماعة، وتحفة الحكيم وهي أرجوزة فلسفية كتبها باللغة العربية في حدود ألف بيت، وتعتبر من آثاره الفلسفية والعرفانية، طبعت في النجف 1334هـ/ 1915م، وديوان شعر بالفارسية يتضمن ديوانه في الغزل والعرفان /التصوّف.

## مؤلفاته
- الأصول على النهج الحديث
- الاجتهاد والتقليد
- نهاية الدراية: حاشية على الكفاية.
- الوسيلة، في الفقه
- ديوان شعر